# Савич, Зоран
Зоран Савич (серб. Zoran Savić, Зоран Савић; род. 18 ноября 1966, Зеница, Босния и Герцеговина) ― югославский баскетболист.

## Профессиональная карьера
Свои первые шаги в большом спорте Савич сделал в составе клуба КК Челик на Чемпионате Югославии. В 1990 и 1991 годах он играл уже в составе баскетбольного клуба Сплит, выиграв за два года как Чемпионат Югославии, так и Кубок европейских чемпионов ФИБА (в настоящее время ― Евролига). В 1991 году он подписал контракт с клубом Барселона и провел пару сезонов в Испании.
Затем Савич  стал членом  греческого баскетбольного клуба ПАОК  из города Салоники, в составе которого  он выиграл Кубок Корача в 1994 году и Кубок Греции по баскетболу в 1995 году.
Затем он играл год с клубом Реал Мадрид перед своим переходом в Виртус  Болонья в 1997 году. Тогда же выиграл Чемпионат Италии по баскетболу и Евролигу в 1998 году. В 1998 году он был удостоен звания Самый ценный игрок Финала четырёх Евролиги. Летом 1998 года он перешёл в стамбульский клуб Анадолу Эфес и завоевал Суперкубок Турции.
Савич вернулся в Барселону в 2000 году, а затем в 2001 году перешёл в Фортитудо. В 2002 году он закончил свою профессиональную карьеру.

## Сборная Югославии
Зоран Савич выиграл золотые медали в составе югославской команды в 1990 году на Чемпионате мира по баскетболу, а в 1991, 1995 и 1997 годах ― золотые медали Европейского чемпионата. Он был в составе сборной Югославии, завоевавшей серебряную медаль на летних Олимпийских играх 1996 в Атланте.

## После окончания выступлений
Завершив карьеру игрока в 2002 году, Савич вошёл в состав руководства клуба Фортитудо. Отработал три года в команде в должности генерального менеджера.
С 2005 года до 2008 года он был генеральным директором клуба Барселона.
С 2008 по 2009 год он снова руководил Фордитудо. Затем принял участие в основании компании Инвиктус Спортс Груп.